# Dimensione isoperimetrica
In matematica, la dimensione isoperimetrica di una varietà è una nozione di dimensione che cerca di cogliere come il comportamento a grande scala della varietà ricordi quello di uno spazio euclideo (a differenza della dimensione topologica o della dimensione di Hausdorff che confrontano i comportamenti locali con quelli dello spazio euclideo). 
Nello spazio euclideo, la disuguaglianza isoperimetrica afferma che fra tutti i corpi con un fissato volume, la sfera ha l'area minore. In altre varietà è di solito difficile trovare il corpo con la minore area superficiale, e questo è il motivo per introdurre la dimensione isoperimetrica. La domanda che ci si pone è che cosa sia approssimativamente la minima area superficiale, qualsiasi sia il corpo che gode di questa proprietà. 

## Definizione formale
Si dice che una varietà M soddisfa una disuguaglianza isoperimetrica d-dimensionale se per ogni insieme aperto D in M con bordo regolare soddisfa
{\displaystyle \mathrm {area} \,(\partial D)\geq C\mathrm {vol} \,(D)^{(d-1)/d}},
dove vol ed area s riferiscono alle usuali nozioni di volume ed area
su una varietà, o più precisamente, se la varietà ha n dimensioni topologiche vol si riferisce al volume n-dimensionale e area al volume n-1 dimensionale. C rappresenta qui una costante che non dipende da D (ma può dipendere dalla varietà e da d).
La dimensione isoperimetrica di M è l'estremo superiore su tutte le d tali che M soddisfa una disuguaglianza isoperimetrica d-dimensionale.

## Esempi
Uno spazio euclideo d-dimensionale ha dimensione isoperimetrica d. Questo è il noto problema isoperimetrico; come discusso sopra, per uno spazio euclideo la costante C è conosciuta precisamente dal momento che il minimo è raggiunto per la sfera. 
Un cilindro infinito (cioè il prodotto cartesiano di un cerchio unitario e la retta reale) ha dimensione topologica due ma dimensione isoperimetrica uno. Infatti, moltiplicando qualsiasi varietà per una varietà compatta non cambia la dimensione isoperimetrica (cambia solo il valore della costante C). Qualsiasi varietà compatta ha dimensione isoperimetrica zero.
La dimensione isoperimetrica può anche essere più grande della dimensione topologica. L'esempio più semplice è il jungle gym infinito, che ha dimensione topologica due e dimensione isoperimetrica tre. Si veda  per immagini e sorgenti per Mathematica.
Il piano iperbolico ha dimensione topologica due e dimensione isoperimetrica infinita. Infatti il piano iperbolico ha costante di Cheeger positiva. Questo significa che soddisfa la disuguaglianza
{\displaystyle \mathrm {area} \,(\partial D)\geq C\mathrm {vol} \,(D)}
che ovviamente implica che la dimensione isoperimetrica sia infinita.

## Dimensione isoperimetrica dei grafi
La dimensione isoperimetrica dei grafi viene definita in modo simile. Non c'è nessun bisogno di misure d'area e di volume: semplicemente si contano i punti. Per ogni sottoinsieme A di un grafo G si definisce {\displaystyle \partial A} come l'insieme dei vertici in {\displaystyle G\setminus A} con un vicino in A. Una disuguaglianza isoperimetrica d-dimensionale è ora definita tramite
{\displaystyle |\partial A|\geq C|A|^{(d-1)/d}.}
Gli esempi sopra valgono in modo analogo per i grafi. La dimensione isoperimetrica di ogni grafico chiuso è zero. La dimensione isoperimetrica di una griglia d-dimensionale è d. In generale la dimensione isoperimetrica è conservata da quasi isometrie, sia da quasi-isometrie fra varietà, fra grafi ed anche da quasi isometrie che portano varietà in grafi, con le rispettive definizioni. In modo non rigoroso, questo significa che un grafo assomigliante ad una data varietà
(allo stesso modo in cui la griglia assomiglia allo spazio euclideo) ha la stessa dimensione isoperimetrica della varietà. Un albero binario infinito completo ha dimensione isoperimetrica ∞.

## Conseguenze dell'isoperimetria
Una semplice integrazione su r (o somma nel caso di grafi) mostra che una disuguaglianza isoperimetrica d-dimensionale implica una crescita del volume:
{\displaystyle \mathrm {vol} \,B(x,r)\geq Cr^{d}}
dove B(x,r) denota la sfera di raggi r centrata in x nella distanza riemanniana o nella distanza per i grafi. In generale, l'inverso non è vero, cioè anche la crescita uniforme esponenziale del volume non garantisce una qualche disuguaglianza isoperimetrica. Un semplice esempio lo si ha prendendo il grafo Z (cioè tutti gli interi con lati compresi fra n e n+1) che connette al vertice n un albero binario completo di lunghezza |n|. Entrambe le proprietà (crescita esponenziale e dimensione isoperimetrica nulla) sono facili da dimostrare.
Un'interessante eccezione è il caso dei gruppi. Risulta che un gruppo con crescita polinomiale di ordine d ha dimensione isoperimetrica d. Questo risulta sia nel caso dei gruppi di Lie sin nel caso del grafo di Cayley di un gruppo finitamente generato.
Un teorema di Varopoulos connette la dimensione isoperimetrica di un grafo al tasso di fuga di una passeggiata aleatoria (random walk) sul grafo. Risulta che
Teorema di Varopoulos: Se G è un grafo che soddisfa una disuguaglianza isoperimetrica d-dimensionale allora
{\displaystyle p_{n}(x,y)\leq Cn^{-d/2}}
dove {\displaystyle p_{n}(x,y)} è la probabilità che un random walk su G che parta da G sia in y dopo n passi, e C sia una qualche costante.